# Kanton Montmarault
Kanton Montmarault (fr. Canton de Montmarault) je francouzský kanton v departementu Allier v regionu Auvergne. Tvoří ho 16 obcí.

## Obce kantonu
- Beaune-d'Allier
- Bézenet
- Blomard
- Chappes
- Chavenon
- Doyet
- Louroux-de-Beaune
- Montmarault
- Montvicq
- Murat
- Saint-Bonnet-de-Four
- Saint-Marcel-en-Murat
- Saint-Priest-en-Murat
- Sazeret
- Vernusse
- Villefranche-d'Allier